# شهرستان مک‌مولن (تگزاس)
شهرستان مک‌مولن، تگزاس (به انگلیسی: McMullen County, Texas) یک سکونتگاه مسکونی در ایالات متحده آمریکا است که در تگزاس واقع شده‌است.

## خصوصیات
شهرستان مک‌مولن ۲٬۹۹۶٫۶۳ کیلومترمربع مساحت دارد.